# 西伯里斯下銀漢魚
西伯里斯下銀漢魚（学名：Hypoatherina celebesensis）為輻鰭魚綱銀漢魚目銀漢魚科的其中一種，分布於西太平洋印尼、新加坡及帛琉海域，深度0-2公尺，體長可達6.6公分，為熱帶魚類，棲息在沿岸泥淺水域，生活習性不明。